# Simulium kobayashii
Simulium kobayashii är en tvåvingeart som beskrevs av Okamoto, Sato och Shogaki 1958. Simulium kobayashii ingår i släktet Simulium och familjen knott. Inga underarter finns listade i Catalogue of Life.